# Tonoro
Tonoro is een geslacht van spinnen uit de familie trilspinnen (Pholcidae).

## Soorten
Het geslacht kent de volgende soort:
- Tonoro multispinae González-Sponga, 2009